# Прети, Маттиа
Маттиа Прети (итал. Mattia Preti; 24 февраля 1613, Таверна — 3 января 1699, Валлетта) — итальянский живописец эпохи раннего барокко. караваджист, представитель неаполитанской школы семнадцатого века. Его также прозвали «Калабрийским рыцарем» (il Cavalier Calabrese), поскольку он родился в Калабрии и был посвящён в рыцари в Риме папой Урбаном VIII. Он работал в Риме и Неаполе, а также на Мальте, где прожил всю вторую часть своей жизни и стал членом Мальтийского ордена.

## Жизнь и творчество

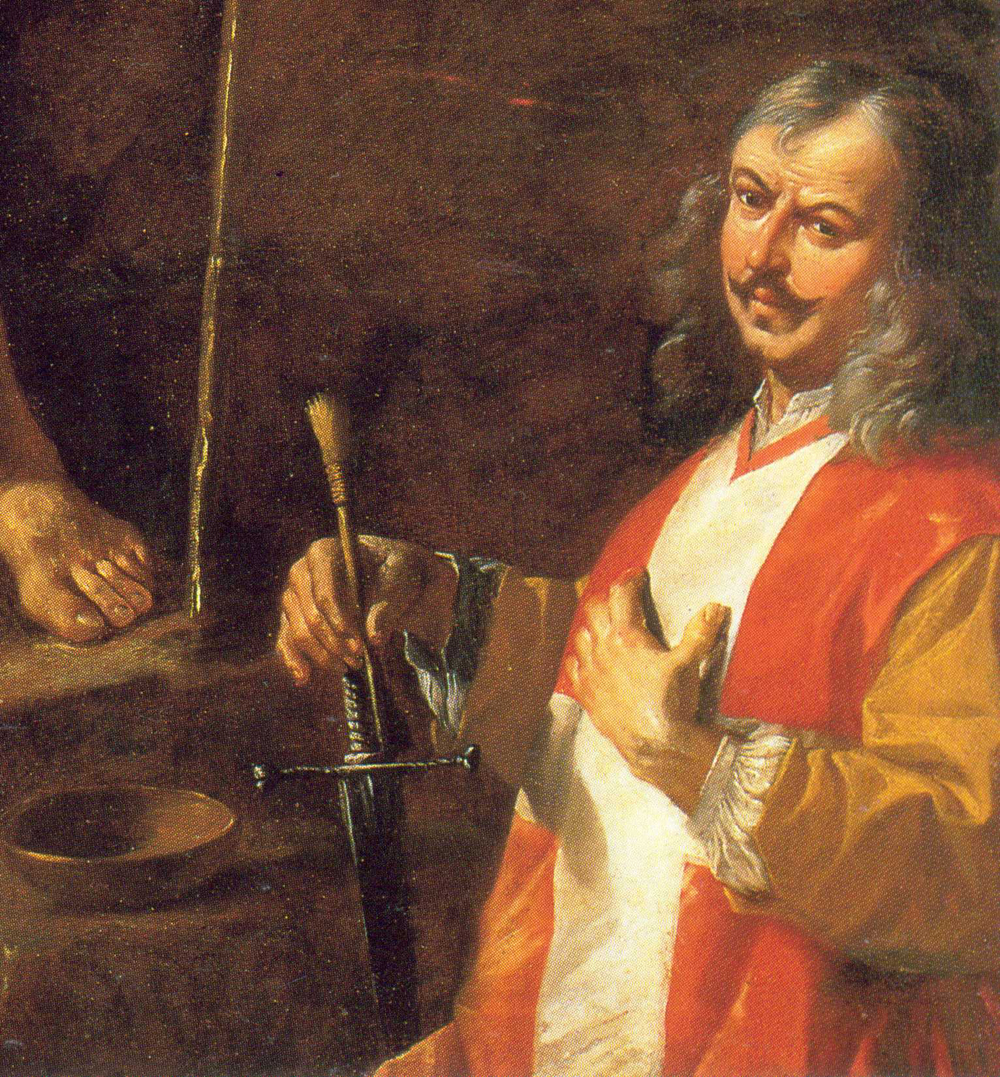
М. Прети. Автопортрет. Деталь картины «Проповедь Св. Иоанна Крестителя». Ок. 1684. Церковь Сан-Доменико-ин-Таверна, Калабрия

Маттиа Прети родился в небольшом городке Таверна в провинции Катандзаро (Калабрия). Он был третьим ребёнком в большой семье, принадлежащей к среднему классу. Крещён 26 февраля 1613 года, через день после своего рождения, в приходской церкви Борго-Сан-Мартино, точнее, в благородной капелле, принадлежавшей матери художника, Инноченце Скипани, представительнице одной из четырнадцати дворянских семей Таверны.
В 1630 году Маттиа переехал в Рим, где в первые годы жил вместе со своим старшим братом Грегорио, также художником и примерно на десять лет старше, приехавшим в город двумя годами ранее, в 1628 году. Вероятно, многие ранние произведения сделаны братьями совместно. В Риме Маттиа Прети познакомился с живописью Караваджо и его последователей, таких как Бартоломео Манфреди, Баттистелло Караччоло, Турнье и Валентен де Булонь, которые на него оказали значительное влияние.
В 1636 году Маттиа и Грегорио Прети проживали при церкви Сан-Бьяджо-а-Монтечиторио, в то время как их имена уже фигурировали в списках известных художников Академии Святого Луки, но они так и не стали её официальными членами. В начале 1640-х годов два брата уже пользовались значительным успехом у римских заказчиков. 31 октября 1642 года после просьбы, направленной папе Урбану VIII, Маттиа Прети был принят в Орден Святого Иоанна Иерусалимского.
Около 1644 года живописец отправился в Венецию, где изучал живопись Веронезе, а возможно, также во Флоренцию и Болонью. С 1646 по 1651 год он снова проживал в Риме. К этому времени относятся фрески в апсиде базилики Сант-Андреа-делла-Валле со сценами мученичества Святого Андрея (1650—1651).
В 1651 году живописец работал в Модена Модене, в начале 1653 года он вернулся ненадолго в Рим, а затем, в том же году, отправился в Неаполь, где познакомился с Лукой Джордано, также оказавшим на него большое влияние. Во многих живописных работах сотрудничал с Джачинто Бранди.
Маттиа Прети уже в неаполитанские годы установил прочные связи с Мальтийским орденом, особенно активным в Неаполе ещё и потому, что многие члены ордена были испанцами, подданными Неаполитанского королевства, находившегося под властью Испании. Летом 1659 года Прети находился на Мальте, чтобы повысить звание рыцаря послушания до высшего звания. Калабрийский художник привёз с собой в дар острову картину «Мученичество святой Екатерины», которую поместили в одноимённой церкви в Валлетте. В правление великих магистров Мальтийского ордена Рафаэля и Николаса Котонеров Маттиа Прети расписывал плафон Собора Святого Иоанна.
Произведения, завершённые в мальтийские годы, многочисленны. По сведениям историка искусства Антонио Серджи, Маттиа Прети создал на Мальте в общей сложности около четырёхсот работ, включая холсты и фрески для общественных мест или частных галерей; однако, начиная с 1680 года мастер всё более полагался на работу помощников своей мастерской.
Среди основных произведений, оставшихся на Мальте, были «Обращение Савла» в старом соборе Святого Павла в Медине, «Мадонна с Младенцем со святыми Иоанном Крестителем и Антонием Аббатом» в капелле Вердала, "Дева Мария со святыми Петром, Николаем и Рафаилом Архангелом в Лие, «Вознесение Девы» (1668—1669) в Лукве. Маттиа Прети скончался в 1699 году в Валлетте.
Брат Маттиа, Грегорио Прети, также был художником, однако гораздо менее известным, — его кисти принадлежат фрески церкви Сан-Карло-аи-Катинари в Риме (над этими фресками братья работали вместе) и в соборе святого Венанция в городке Фабриано.

## Галерея

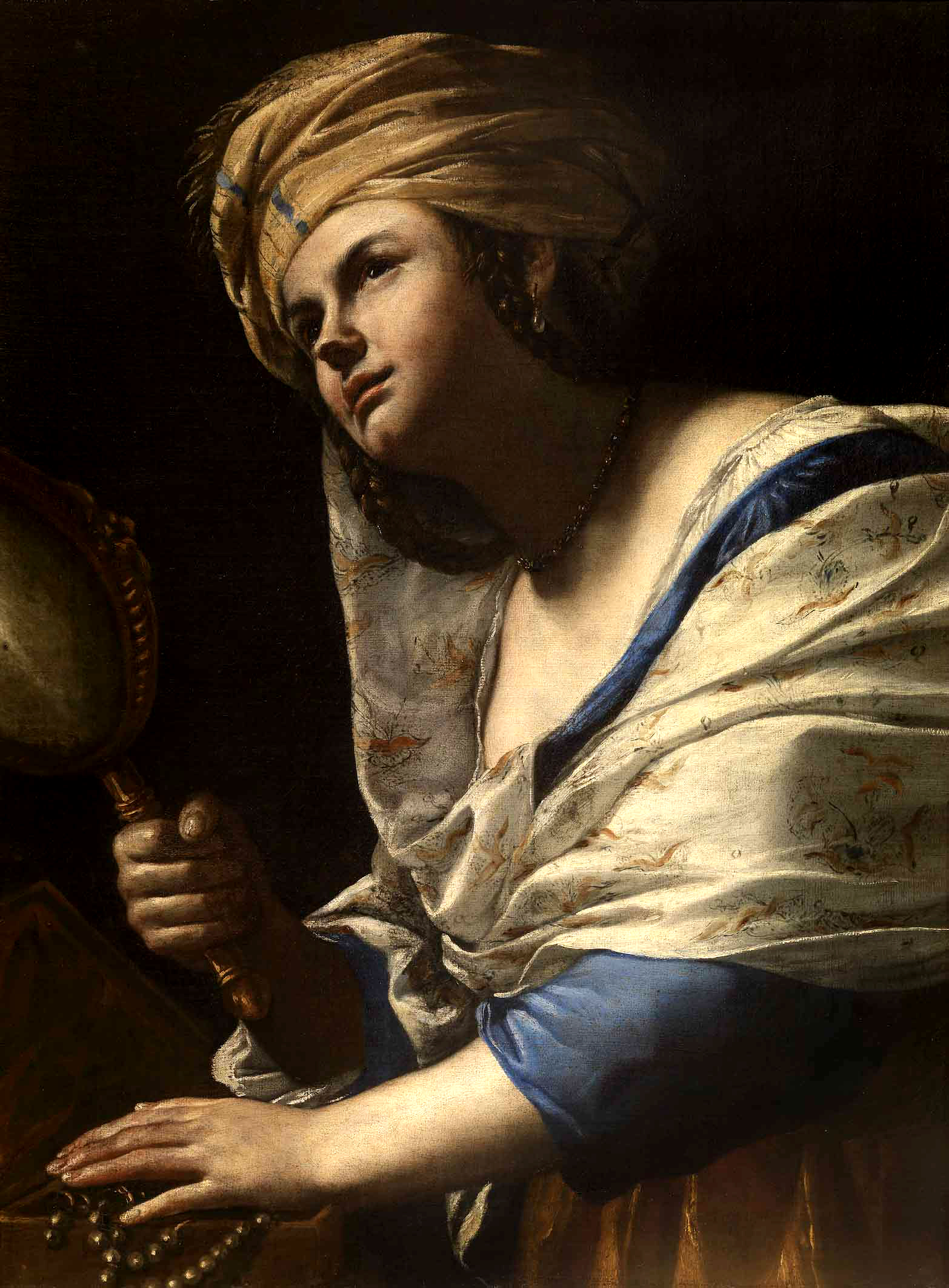
Ванитас (Бренность). 1656. Холст, масло. Уффици, Флоренция
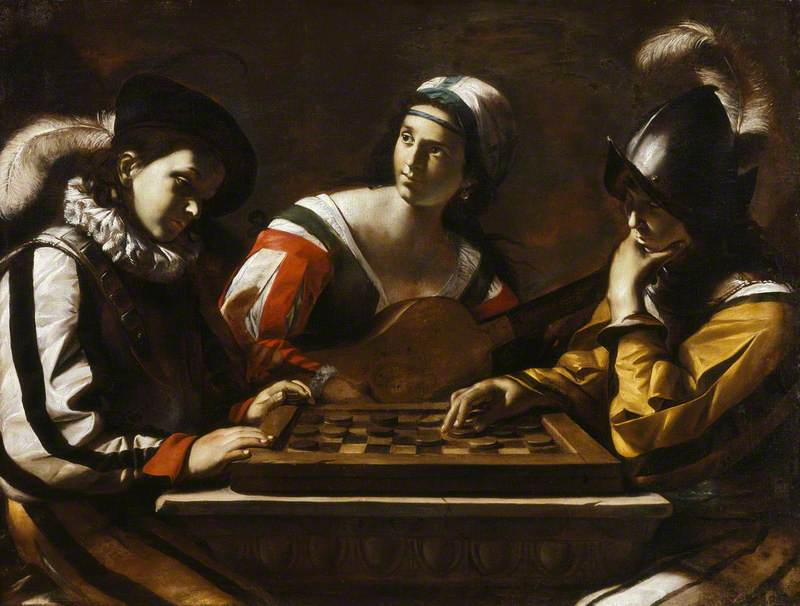
Игра в шашки. Между 1630 и 1640. Холст, масло. Музей Эшмола, Оксфорд
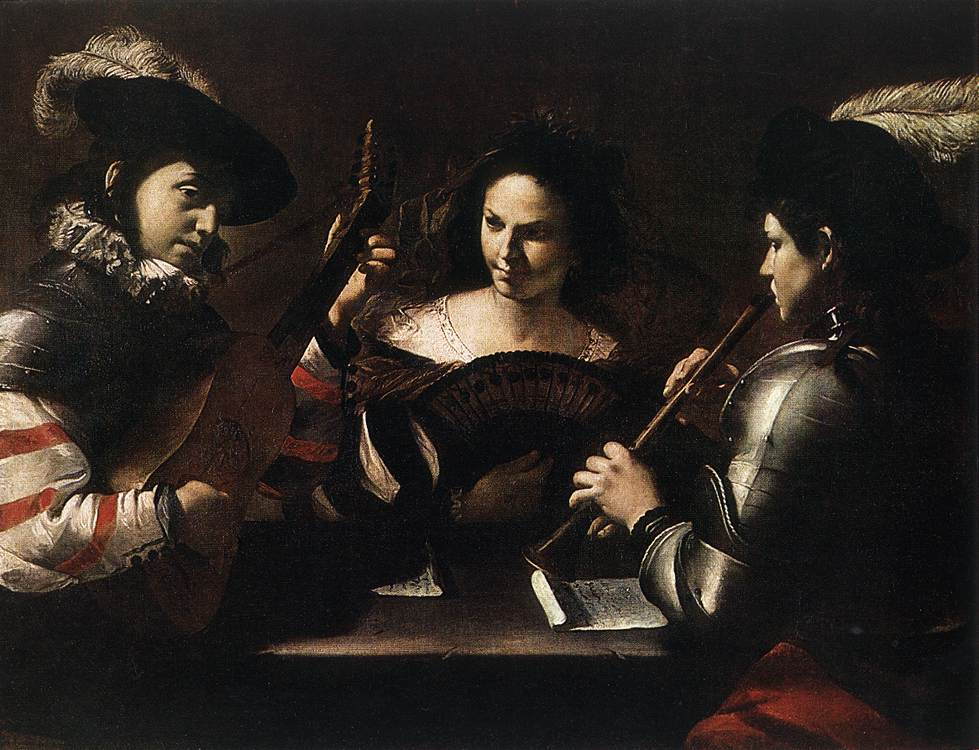
Концерт. 1635. Холст, масло. Государственный Эрмитаж, Санкт-Петербург
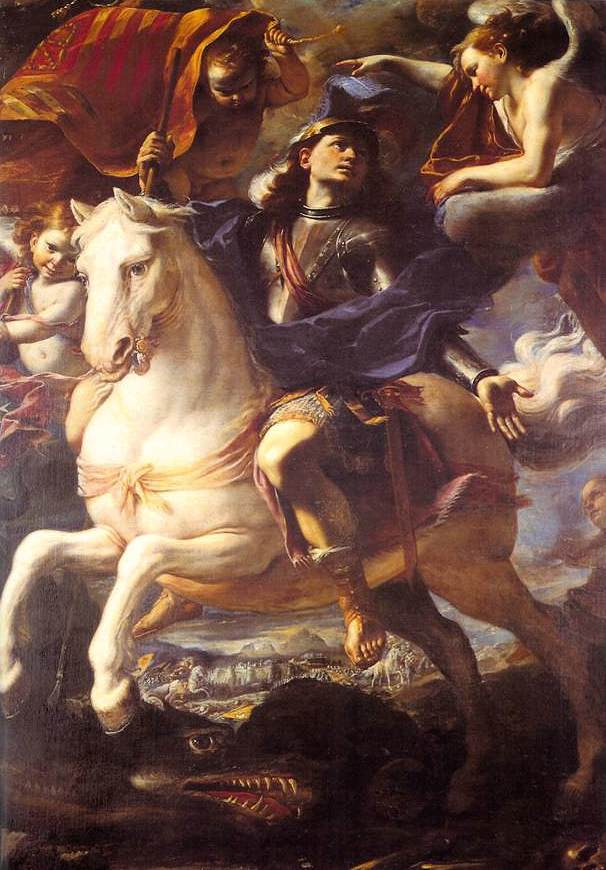
Всадник Святой Георгий. 1658. Холст, масло. Собор Святого Иоанна, Валлетта, Мальта
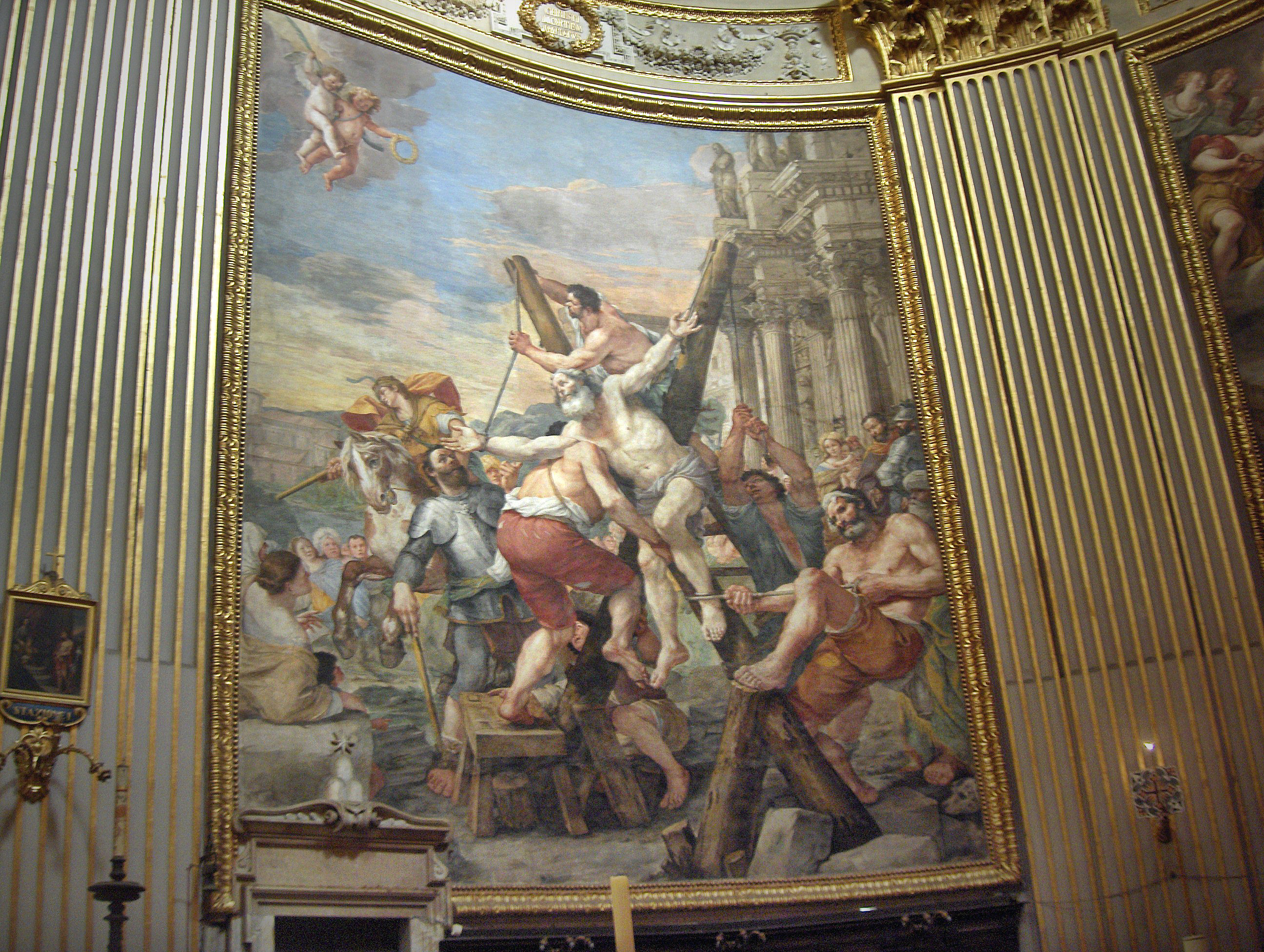
Мученичество Святого Андрея. 1650—1651. Фреска апсиды базилики Сант-Андреа-делла-Валле, Рим
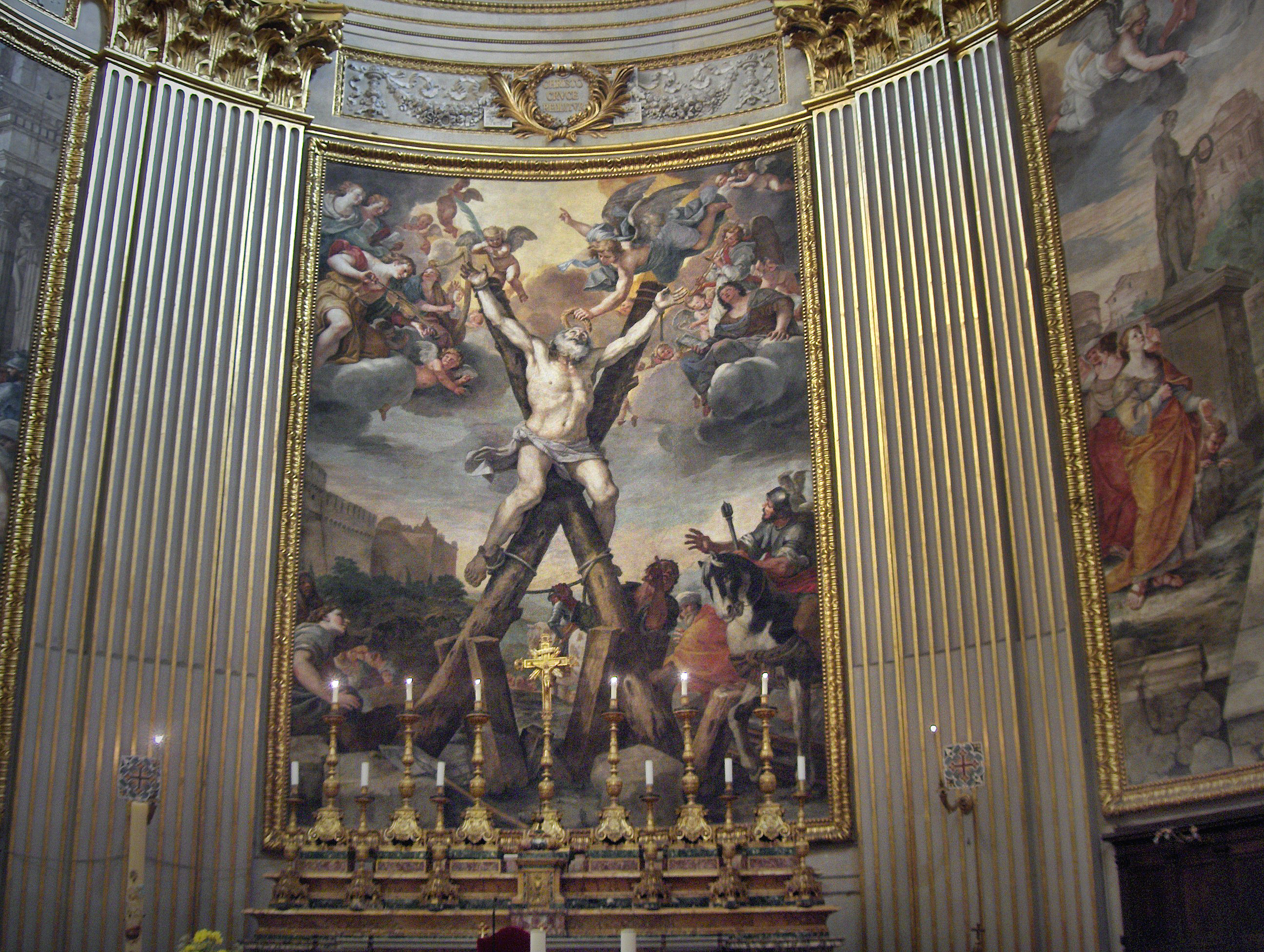
Распятие Святого Андрея. 1650—1651. Фреска апсиды базилики Сант-Андреа-делла-Валле, Рим
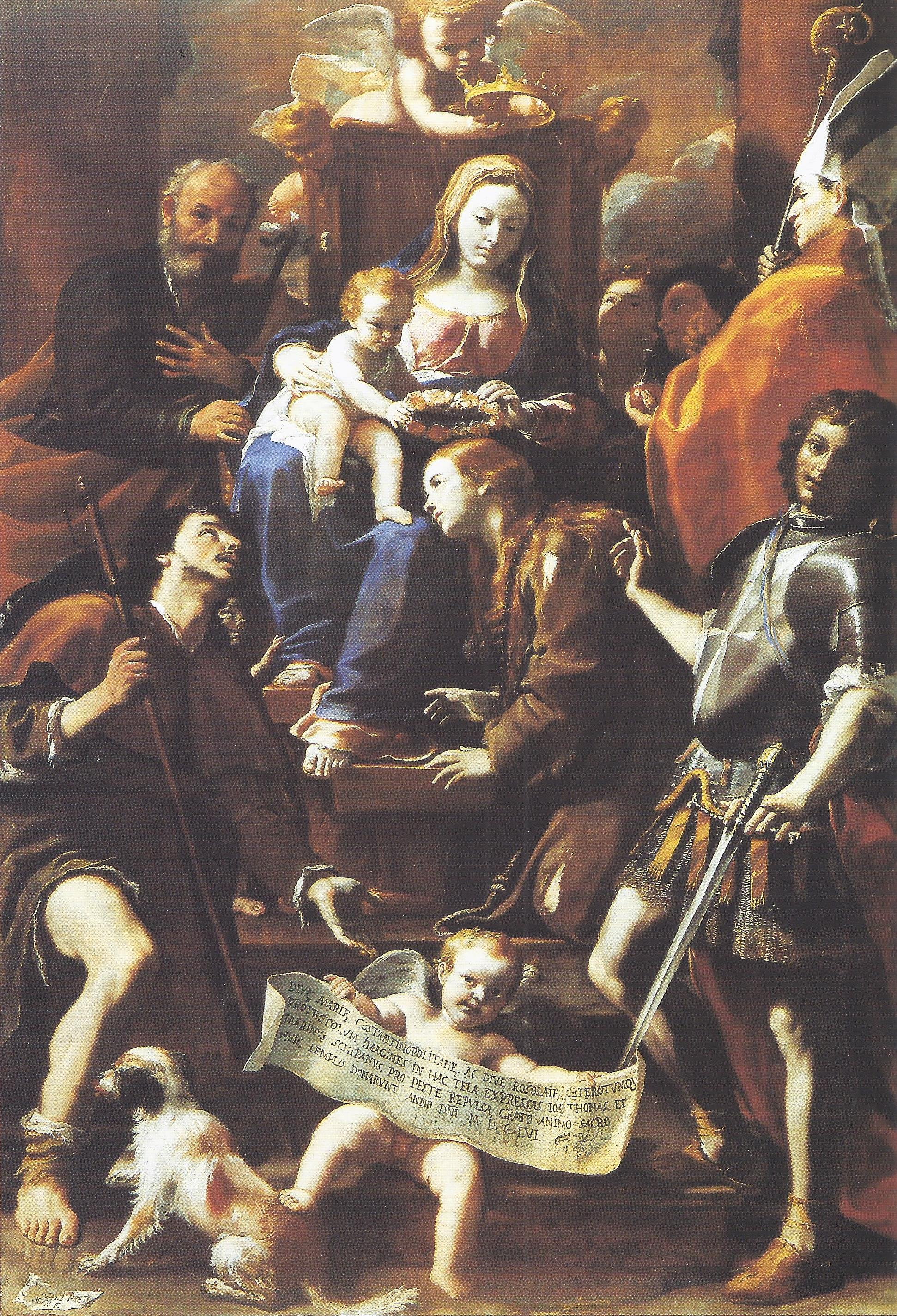
Мадонна Константинопольская. 1656. Холст, масло. Музей Каподимонте, Неаполь
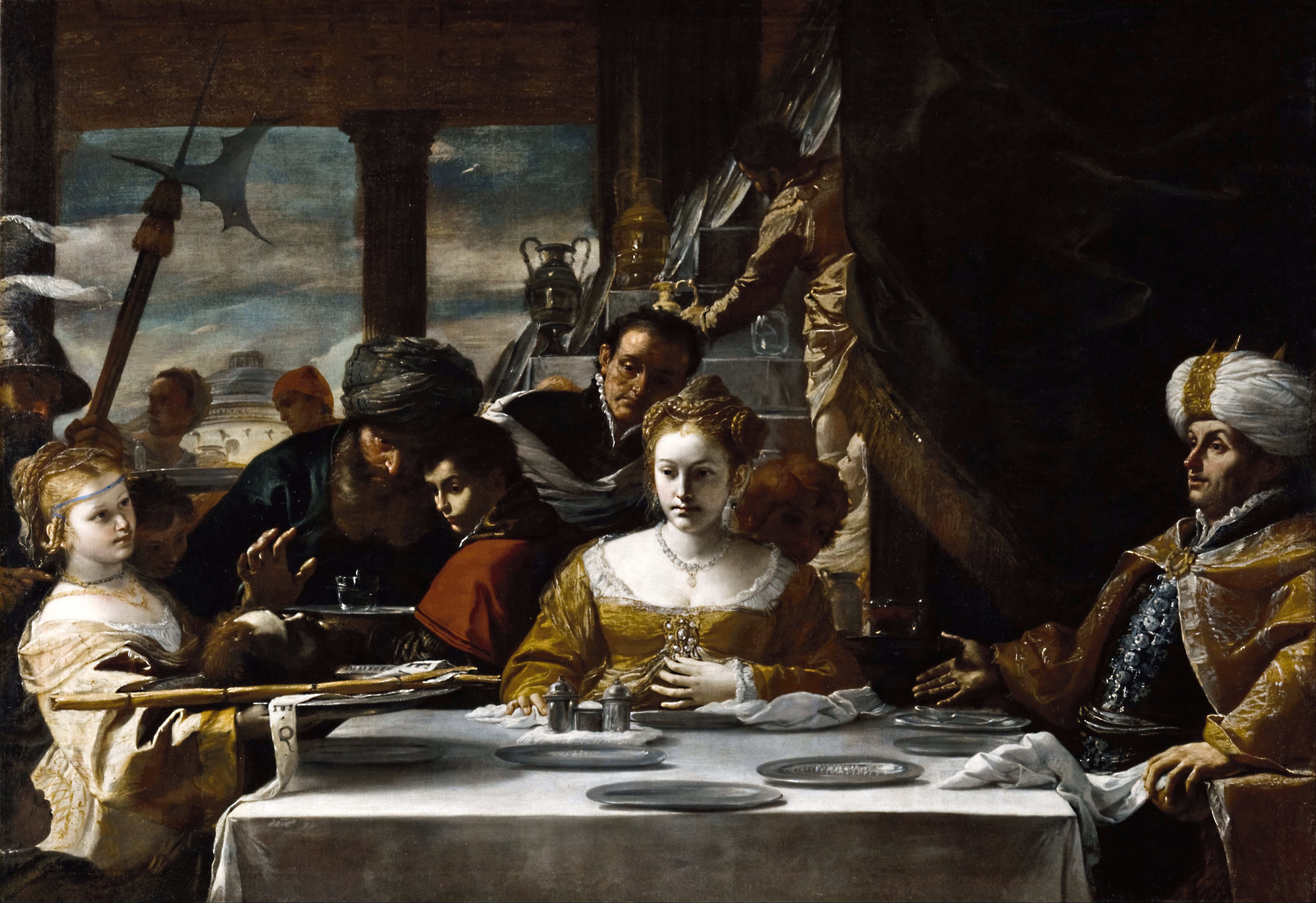
Пир царя Ирода. Между 1656 и 1661. Холст, масло. Музей искусств, Толидо, Огайо, США